# Luigi Felice Rossi
Pour les articles homonymes, voir Luigi Rossi (homonymie) et Rossi.
Luigi Felice Rossi (né le 27 juillet 1805 à Brandizzo et mort le 20 juin 1863 à Turin) est un compositeur italien, professeur de musique, musicologue et théoricien de la musique. 

## Biographie
Luigi Felice Rossi a commencé sa formation musicale à Bologne, en étudiant la composition avec Stanislao Mattei. Il entre ensuite au Conservatoire de Naples, où il a suivi des cours en compagnie de Vincenzo Bellini et a été l'élève de Pietro Raimondi et Niccolò Zingarelli. En 1842, il se rend à Paris où il est devenu le protégé des théoriciens de la musique Adrien de La Fage et Guillaume Louis Wilhelm. À partir de ce moment, sa carrière a été principalement axée sur le travail en tant que théoricien, musicologue et pédagogue. 

## Œuvres
Il a composé principalement de la musique instrumentale et sacrée, dont des messes solennelles, un Requiem, l’oratorio Les sept paroles, un Te Deum, un Magnificat, et divers psaumes et motets. Il a écrit un opéra, Gli avventurieri (Les Aventuriers), dont la première à Turin en 1835 a connu le succès. Toutefois, lorsque l'opéra a été monté plus tard à La Scala, il a été ridiculisé par les critiques milanais.
Il a collaboré à l’Enciclopèdia popolare et au Gran Dizionario della lingua italiana de Tomasco. Il a traduit en italien le Cours de contrepoint et fugue de Luigi Cherubini, le Traité de composition d’Anton Reicha, et les Études de contrepoint de Ludwig van Beethoven.
Il a mis en musique un hymne de Giuseppe Bertoldi (Inno al Re, o La Coccarda), dédié à Charles-Albert de Sardaigne.